# Матіас Паласіос
Матіас Паласіос (ісп. Matías Palacios, нар. 10 травня 2002, Хенераль-Піко) — аргентинський футболіст, півзахисник еміратського клубу «Аль-Айн». Виступав також за клуби «Сан-Лоренсо» та «Базель». Клубний чемпіон Азії.

## Клубна кар'єра
Матіас Паласіос народився 2002 року в місті Хенераль-Піко, та є вихованцем футбольної школи клубу «Сан-Лоренсо». У 2018 році Паласіос розпочав грати в основній команді клубу, в якій виступав до кінця 2020 року, взявши участь в одному матчі чемпіонату.
На початку 2021 року аргентинський півзахисник став гравцем швейцарського клубу «Базель», у якому виступав до 2022 року. У 2022 році футболіст перейшов до складу еміратського клубу «Аль-Айн». У складі команди Паласіос у сезоні 2023—2024 років став переможцем Ліги чемпіонів АФК.

## Виступи за збірну
У 2019 році Матіас Паласіос дебютував у складі юнацької збірної Аргентини, загалом на юнацькому рівні взяв участь у 13 іграх, відзначившись 3 забитими голами.

## Титули і досягнення
- Клубний чемпіон Азії (1):

«Аль-Айн»: 2023–2024